# Fasoulis
Fasoulis (griechisch Φασουλής, auch Fasulis transkribiert) bezeichnet die komische Hauptfigur einer griechischen Form des Puppentheaters und auch diese Form des Puppentheaters.
Etwa zur gleichen Zeit wie das Karagiozis-Schattentheater aus dem Türkischen wurde es im 19. Jahrhundert aus Italien übernommen, wo das Puppentheater eine lange, bis ins Mittelalter zurückreichende Tradition hatte. Die Figur entspricht etwa der des Kaspers im deutschen Puppentheater. Die einzige neuere Untersuchung zum Fasoulis-Puppentheater stammt von dem österreichischen, in Griechenland lehrenden Theaterwissenschaftler Walter Puchner.